# 합포중학교
합포중학교(合浦中學校)는 대한민국 경상남도 창원시 마산합포구 산호동에 있는 공립 중학교이다.

## 학교 연혁
- 1985년 12월 9일 : 합포중학교 21학급 인가
- 1986년 3월 5일 : 개교
- 1989년 2월 15일 : 제1회 졸업식(419명)
- 2018년 12월 18일 : 합포중학교 12(1) 학급 인가
- 2023년 2월 10일 : 제35회 졸업식(6학급(1) 130명(여 64명, 남 66명) 누계 11,238명)
- 2023년 3월 1일 : 제21대 차시호 교장 취임
- 2023년 3월 2일 : 제38회 입학식(4학급 111명 여 41명, 남 70명)

## 참고 자료
- 합포중학교 - 한국교육학술정보원 학교알리미